# Donji Miholjac

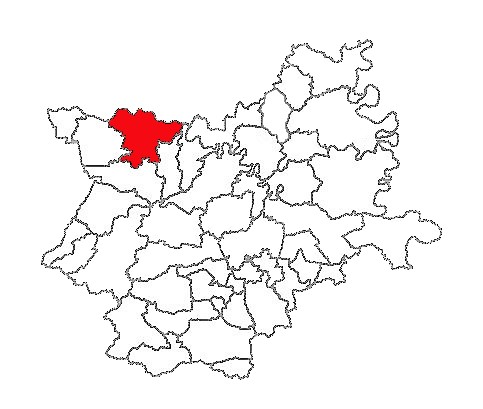
Lager der Stadt Donji Miholjac in der Gespanschaft Osijek-Baranja

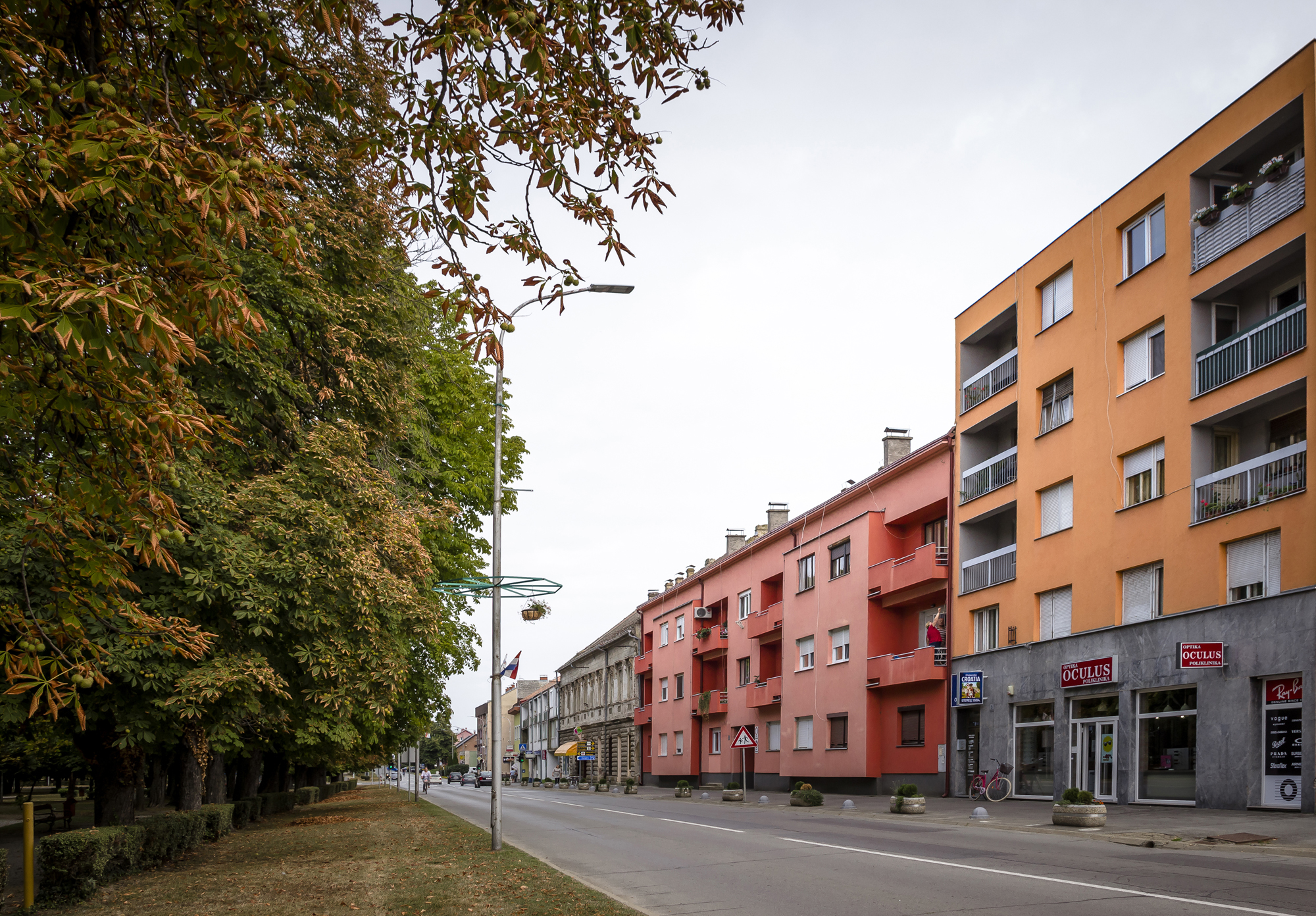
Stadtansicht

Donji Miholjac (dt. veraltet: Unter-Miholtz) ist eine Ortschaft in Slawonien, Kroatien, 5 km von der Drau entfernt (Gespanschaft Osijek-Baranja). Die Einwohnerzahl beträgt laut Volkszählung aus dem Jahr 2011 9491 Personen.

## Siedlungen der Gemeinde
Zum Stadtgebiet gehören die Stadt Donji Miholjac selbst sowie folgende sechs Dörfer:
| - Golinci - Miholjački Poreč - Podgajci Podravski - Radikovci - Rakitovica - Sveti Đurađ |

## Geographie
Donji Miholjac liegt circa 40 Kilometer südlich von Pécs in Ungarn, 3 km südlich der ungarischen Grenze und etwa 54 km nordwestlich von Osijek. Die beiden Grenzübergänge zwischen Kroatien und Ungarn sind mit einer Brücke über der Drau miteinander verbunden.

## Geschichte

### Frühgeschichte
Die Stadt ist seit der Frühzeit besiedelt, was Ausgrabungsfunde belegen. Zuerst besiedelten die Illyrischen Andizeten den Ort, für den folgenden Zeitraum wurden römische Siedlungsspuren gefunden. Die Römer-Siedlung hieß Mariniana. Nach der Völkerwanderung wurden zuerst die Awaren sesshaft, dann zunehmend die Kroaten. Im 10. Jahrhundert gelangte die Ortschaft an das Königreich Kroatien. Nachdem ein Eroberungsversuch der Ungarn abgewehrt worden war, bildete die Drau lange Zeit die Herrschaftsgrenze.

### Mittelalter
Im 11. Jahrhundert gelangte das Gebiet um die Stadt immer mehr unter ungarischen Einfluss. Eine Urkunde aus dem Jahr 1057 erwähnt erstmals den Stadtnamen St. Mihael (Donji Mihojac) nach der hier errichteten Kirche des hl. Michael. Durch die 1102 geschlossene Union zwischen Ungarn und Kroatien gehörte die Stadt ab dem 12. Jahrhundert zu Ungarn. Im Jahr 1536 wurde der Ort Teil des Osmanischen Reiches und zu Zeiten des Großen Türkenkrieges im Jahre 1687 von der türkischen Herrschaft befreit. 

### Frühneuzeit
Seit Anfang des 18. Jahrhunderts und bis zum Ende des Ersten Weltkrieges gehörte der Ort zum Komitat Virovititz und im Jahr 1918 wurde die Region ein Teil der Gespanschaft Virovitica des neu entstandenen Staates der Slowenen, Kroaten und Serben. Kurze Zeit später gehörte Donji Miholjac zum Königreich Jugoslawien und nach dem Ende des Zweiten Weltkrieges folgte dann die Eingliederung in die SFR Jugoslawien.

### Neuzeit
Seit der Unabhängigkeit Kroatiens im Jahr 1991 ist sie eine Kleinstadt mit weniger als 10.000 Einwohnern.

## Bevölkerung
| Bevölkerungsentwicklung | Bevölkerungsentwicklung | Bevölkerungsentwicklung | Bevölkerungsentwicklung | Bevölkerungsentwicklung | Bevölkerungsentwicklung | Bevölkerungsentwicklung | Bevölkerungsentwicklung | Bevölkerungsentwicklung | Bevölkerungsentwicklung | Bevölkerungsentwicklung | Bevölkerungsentwicklung | Bevölkerungsentwicklung | Bevölkerungsentwicklung | Bevölkerungsentwicklung | Bevölkerungsentwicklung | Bevölkerungsentwicklung | Bevölkerungsentwicklung |
| ----------------------- | ----------------------- | ----------------------- | ----------------------- | ----------------------- | ----------------------- | ----------------------- | ----------------------- | ----------------------- | ----------------------- | ----------------------- | ----------------------- | ----------------------- | ----------------------- | ----------------------- | ----------------------- | ----------------------- | ----------------------- |
| 1857                    | 1869                    | 1880                    | 1890                    | 1900                    | 1910                    | 1921                    | 1931                    | 1948                    | 1953                    | 1961                    | 1971                    | 1981                    | 1991                    | 2001                    | 2011                    | 2021                    |                         |
| 2.545                   | 2.868                   | 2.704                   | 3.144                   | 3.591                   | 4.001                   | 4.035                   | 4.047                   | 4.405                   | 4.698                   | 5.015                   | 5.169                   | 6.044                   | 6.935                   | 6.680                   | 6.240                   | 5330                    |                         |

Bei der Volkszählung der ungarischen Behörden im Jahr 1910 waren von insgesamt 4180 Einwohnern 3181 Kroaten (76,1 %), 667 Ungarn (16 %), 248 Deutsche (5,9 %), 38 Serben (0,9 %), 20 Slowaken (0,5 %) und 26 andere (0,6 %).

## Bauwerke und Denkmale
- Die Kirche des Heiligen Michael wurde im 17. Jahrhundert erbaut. Das Bauwerk ist ein einschiffiges Gebäude mit einem polygonalen Altarraum, einer Sakristei entlang der Nordwand des Altarraums und einem Glockenturm. Den schriftlichen Quellen zufolge wurde das Gotteshaus im Jahr 1795 ausführlich renoviert und vermutlich auf den Fundamenten einer älteren Kirche aus dem Mittelalter errichtet.[6]
- Das Schloss des Grafen Mailáth ist einer der schönsten Paläste von Slawonien und wurde im frühen 19. Jahrhundert erbaut. Die Anlage besteht aus zwei ehemaligen Burgen die durch eine Vorhalle miteinander verbunden sind. Das ältere Bauwerk aus dem Jahr 1818 ist ein langgestrecktes und spätbarockes Gebäude und der neuere Bau ist eingeschossig, teilweise zweigeschossig mit malerischer Fassade. Das neue Schloss wurde in den Jahren 1905–1914, nach dem Entwurf des Budapester Architekten István Möller erbaut und ist heute von einem Park umgeben.[7]
- Palast Prandau (1687)[8]
- Denkmal für Kaiser Franz Joseph I.
 Das Monument erinnert an einen Besuch des österreichischen Kaisers in der Stadt Miholjac während militärischer Manöver im September 1901. Es wurde nach einer Idee des Bildhauers Robert Frangeš Mihanović angefertigt und am 20. August 1905 enthüllt.[8]
- Freiheitsdenkmal im Park von Sankt Florian. 
Eine auf die Spitze gestellte Pyramide des Bildhauers Stephen Brlošić wurde am 29. November 1968 zum Gedenken an den 25. Jahrestag der Gründung des VI. Korps der Volksbefreiungsarmee Jugoslawiens eingeweiht.[8]
- Kriegerdenkmal, 2002 eingeweiht.
Zur Erinnerung an alle kroatischen Kriegsgefallenen der ehemaligen Stadt Donji Meljani[8]

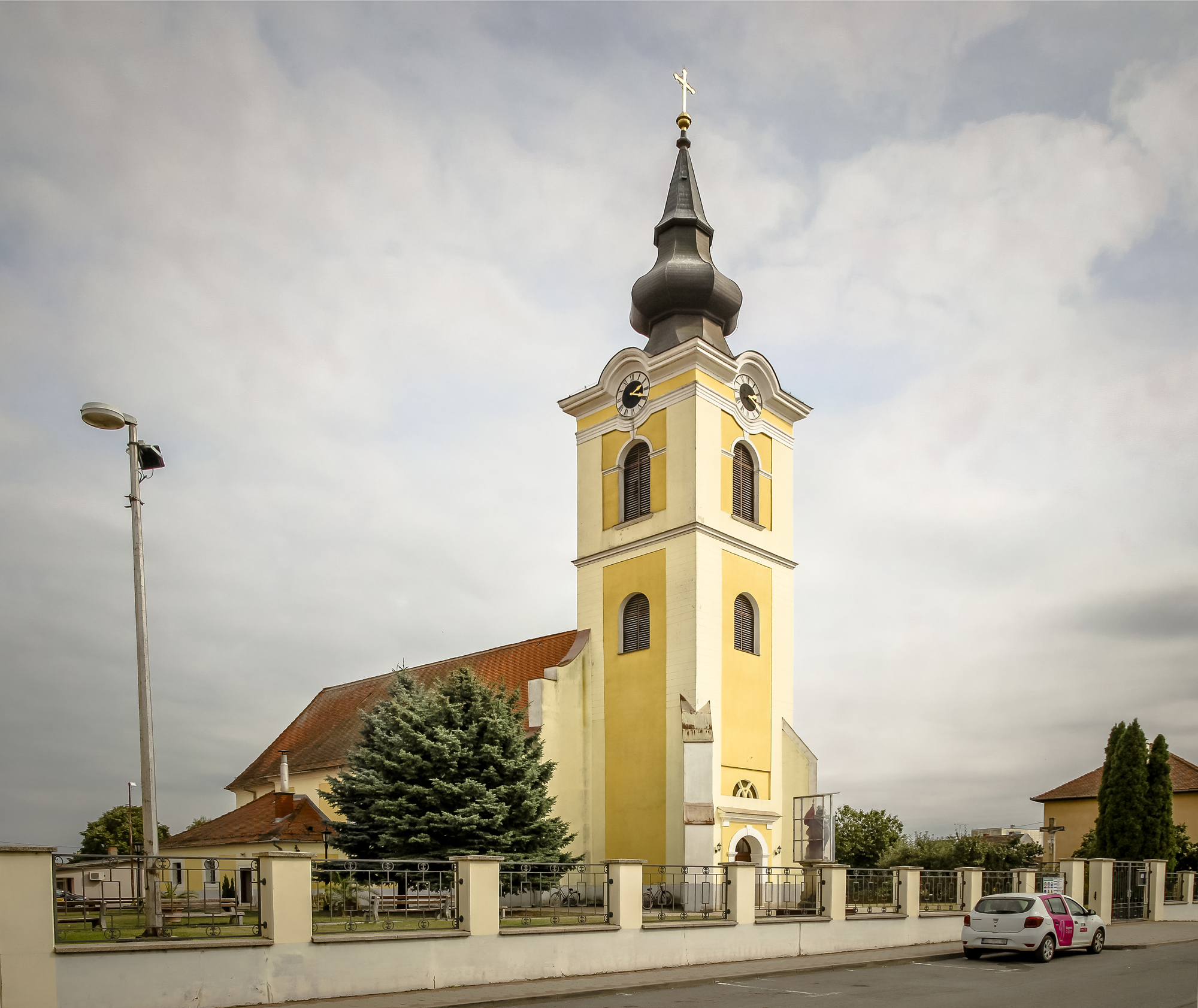
Kirche des Heiligen Michael
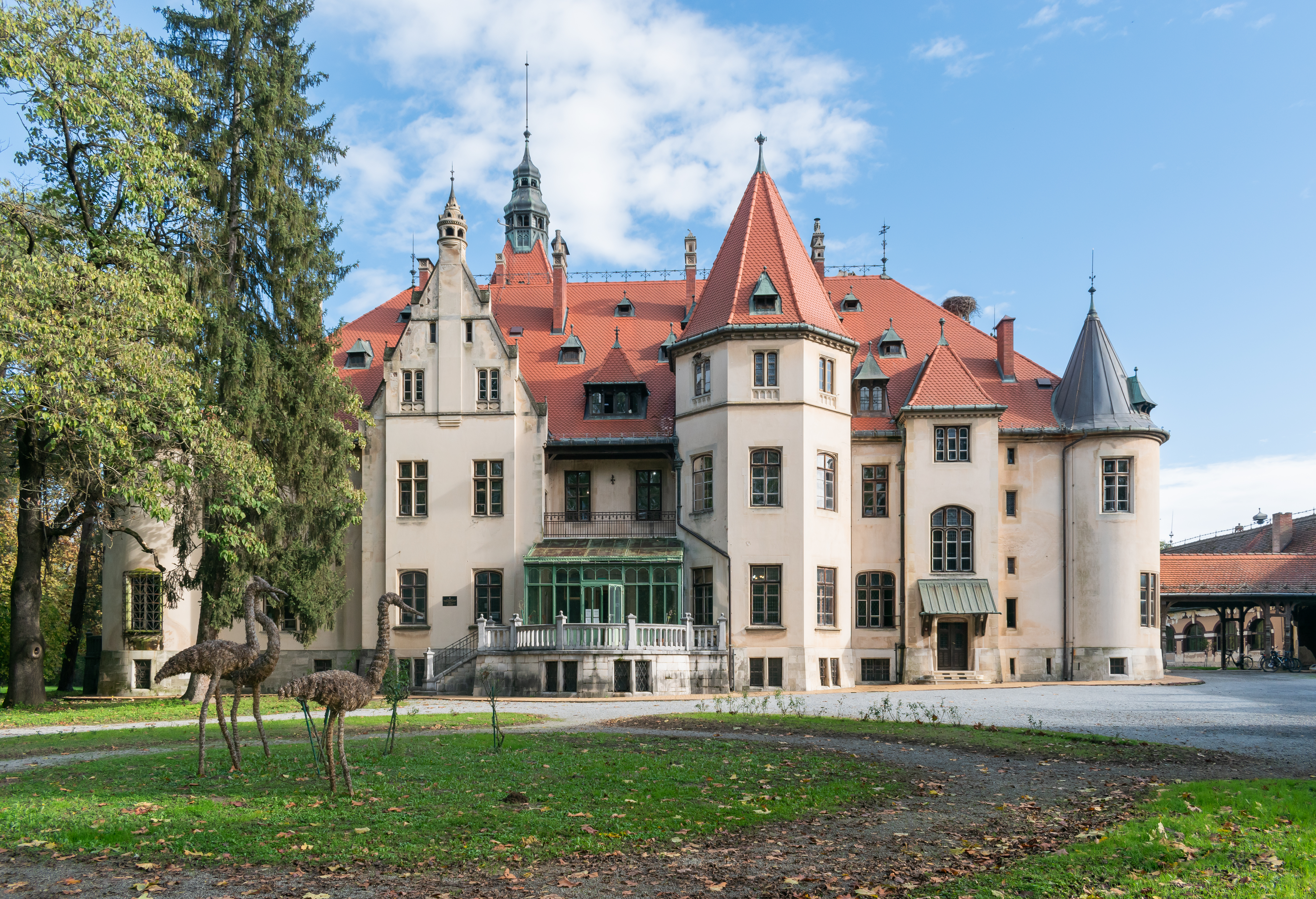
Schloss Mailáth in Donji Miholjac
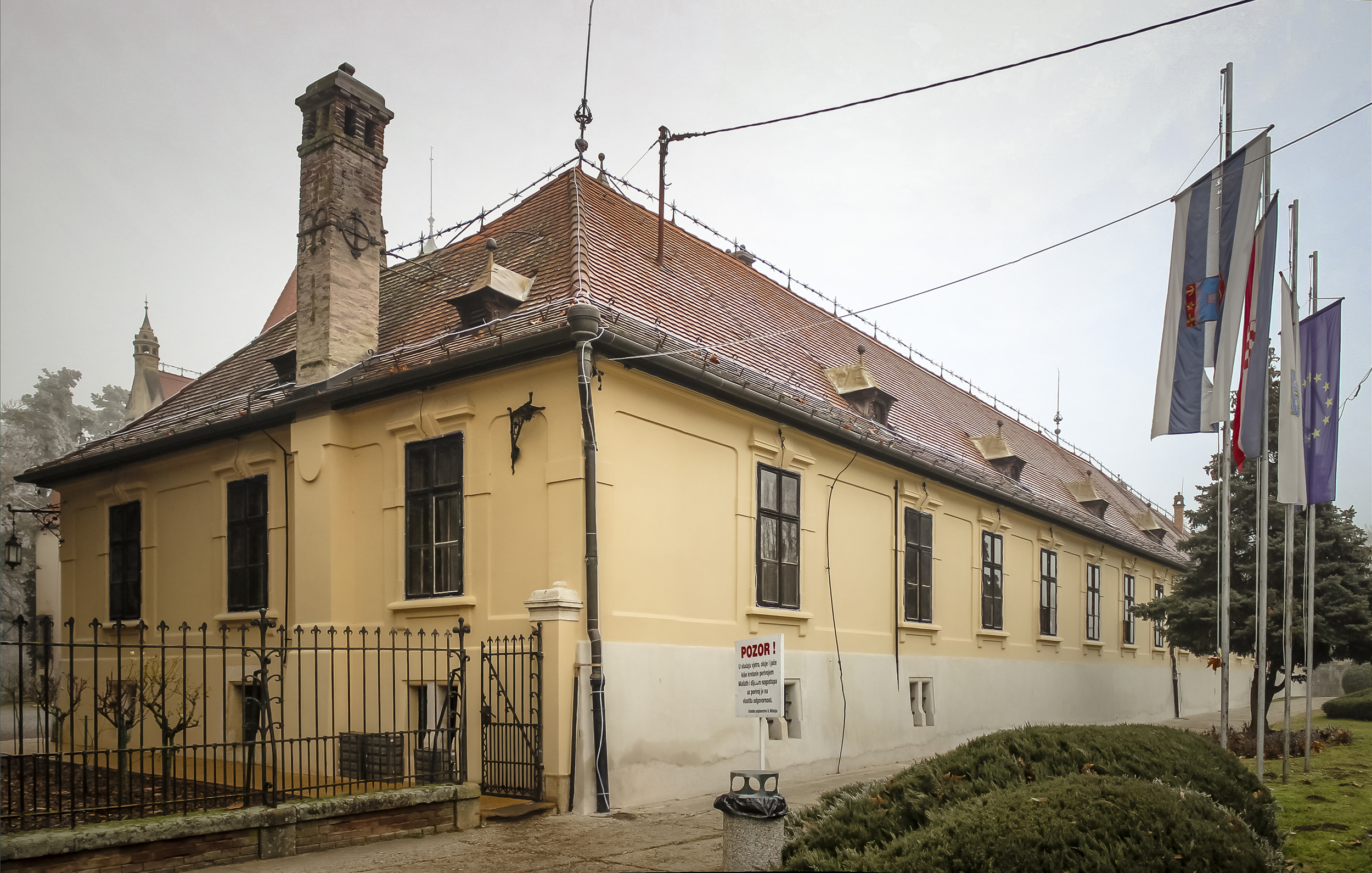
Älterer Teil des Schlosses Mailáth
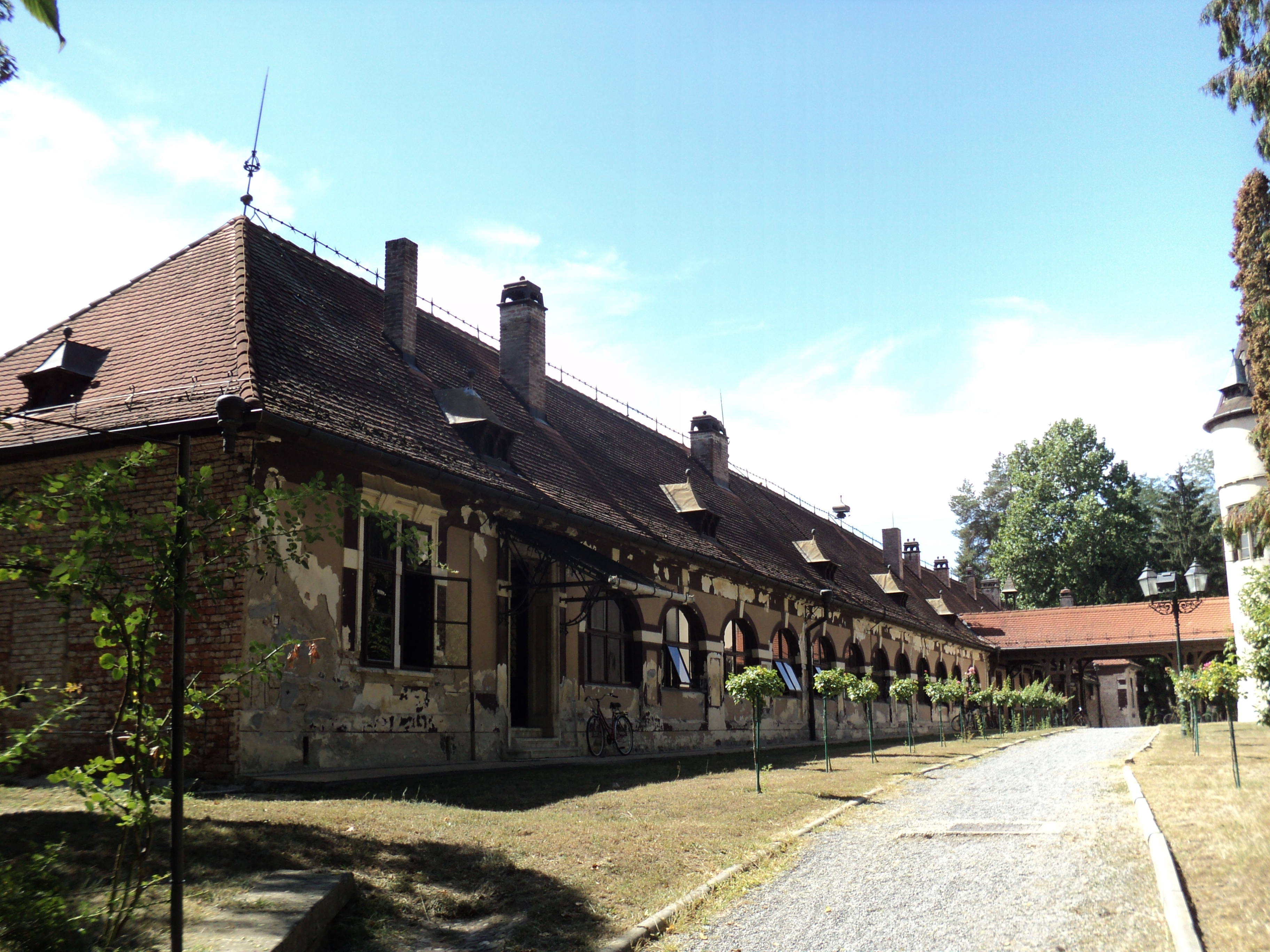
Schloss Prandau
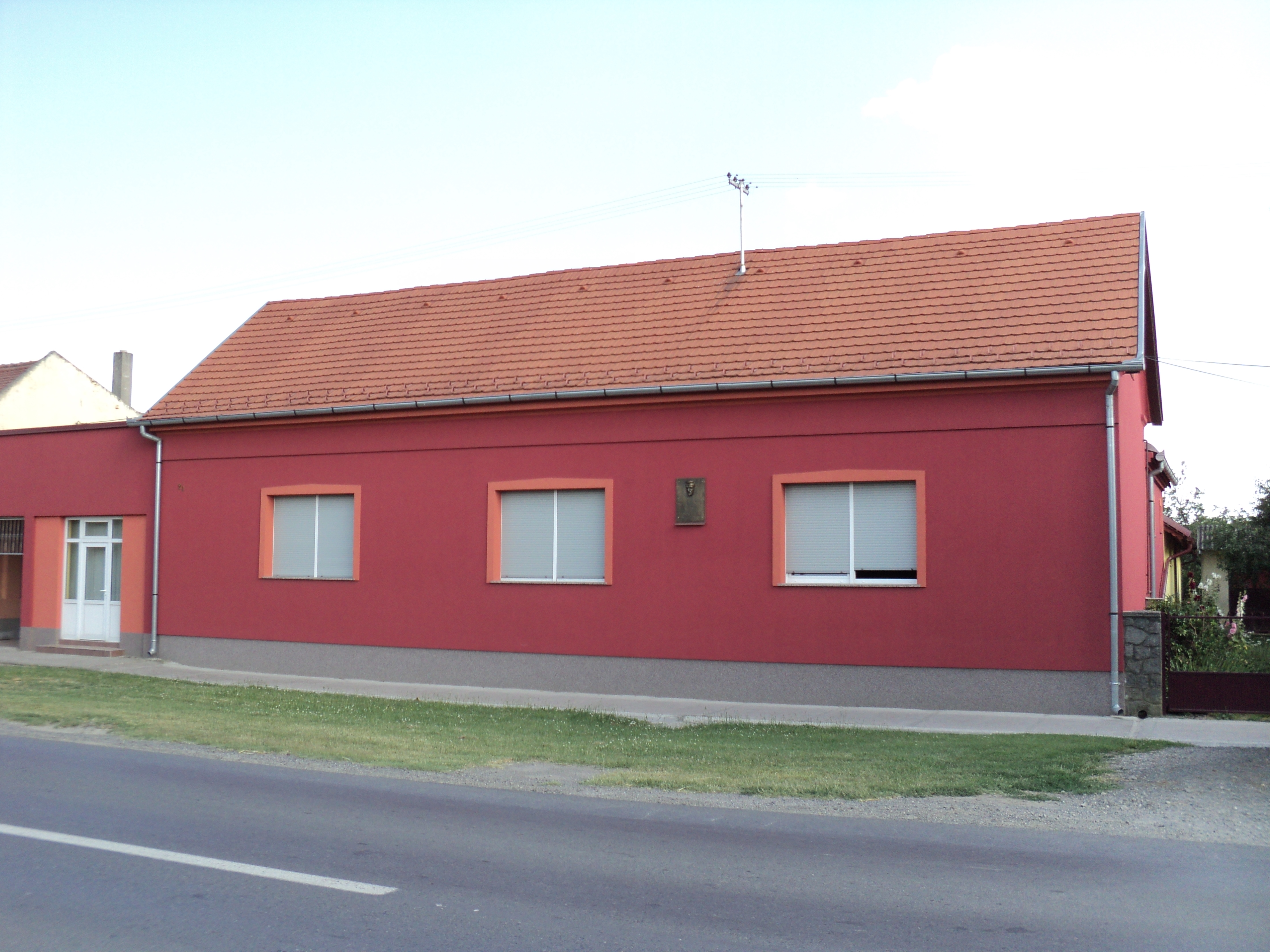
Geburtshaus von August Harambašić
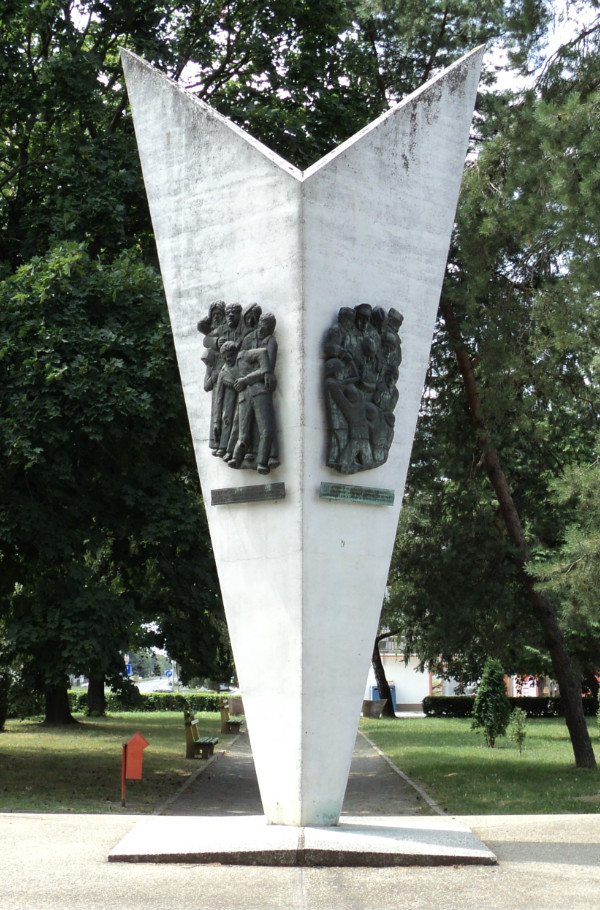
Freiheitsdenkmal
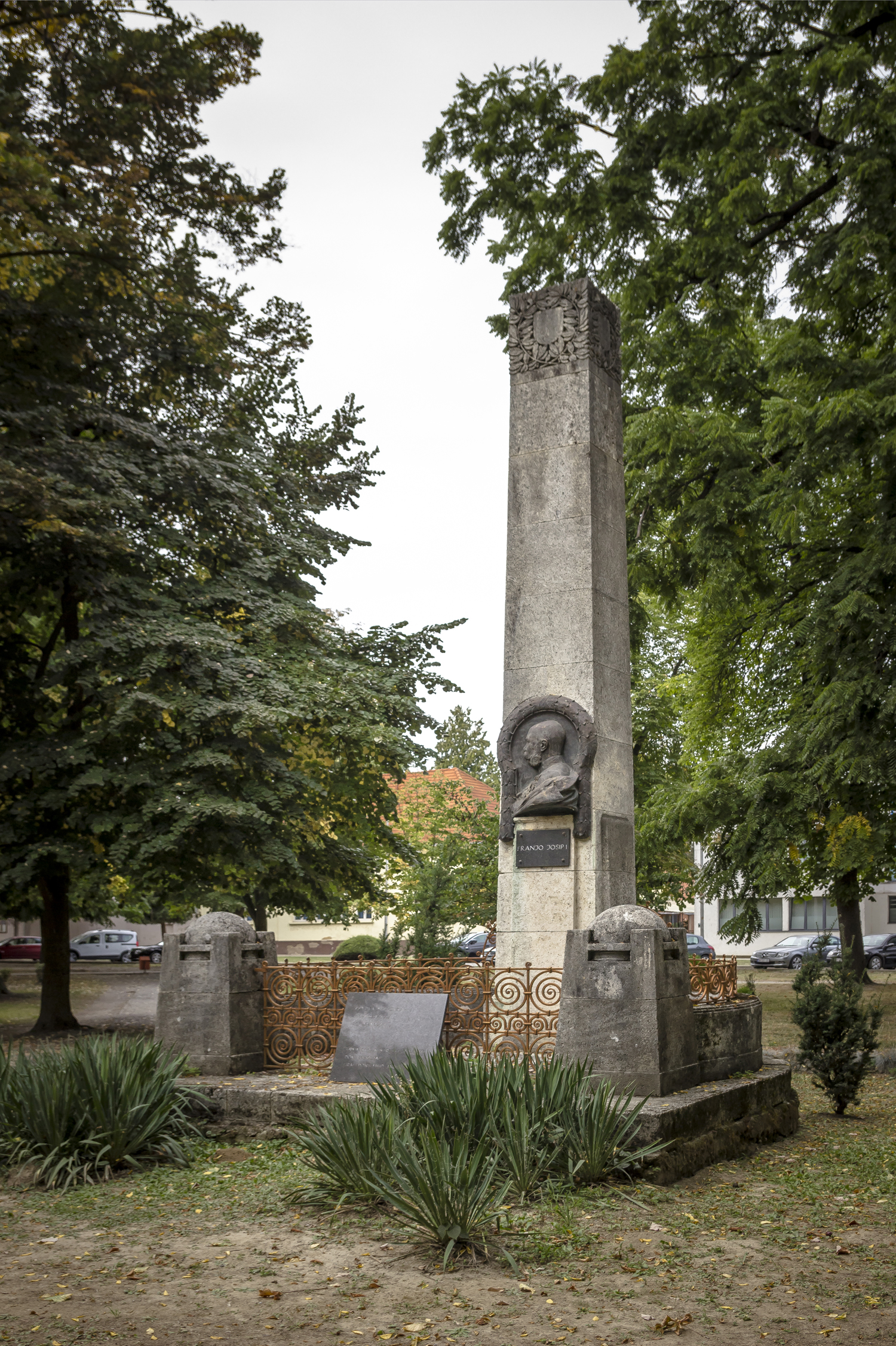
Kaiserdenkmal
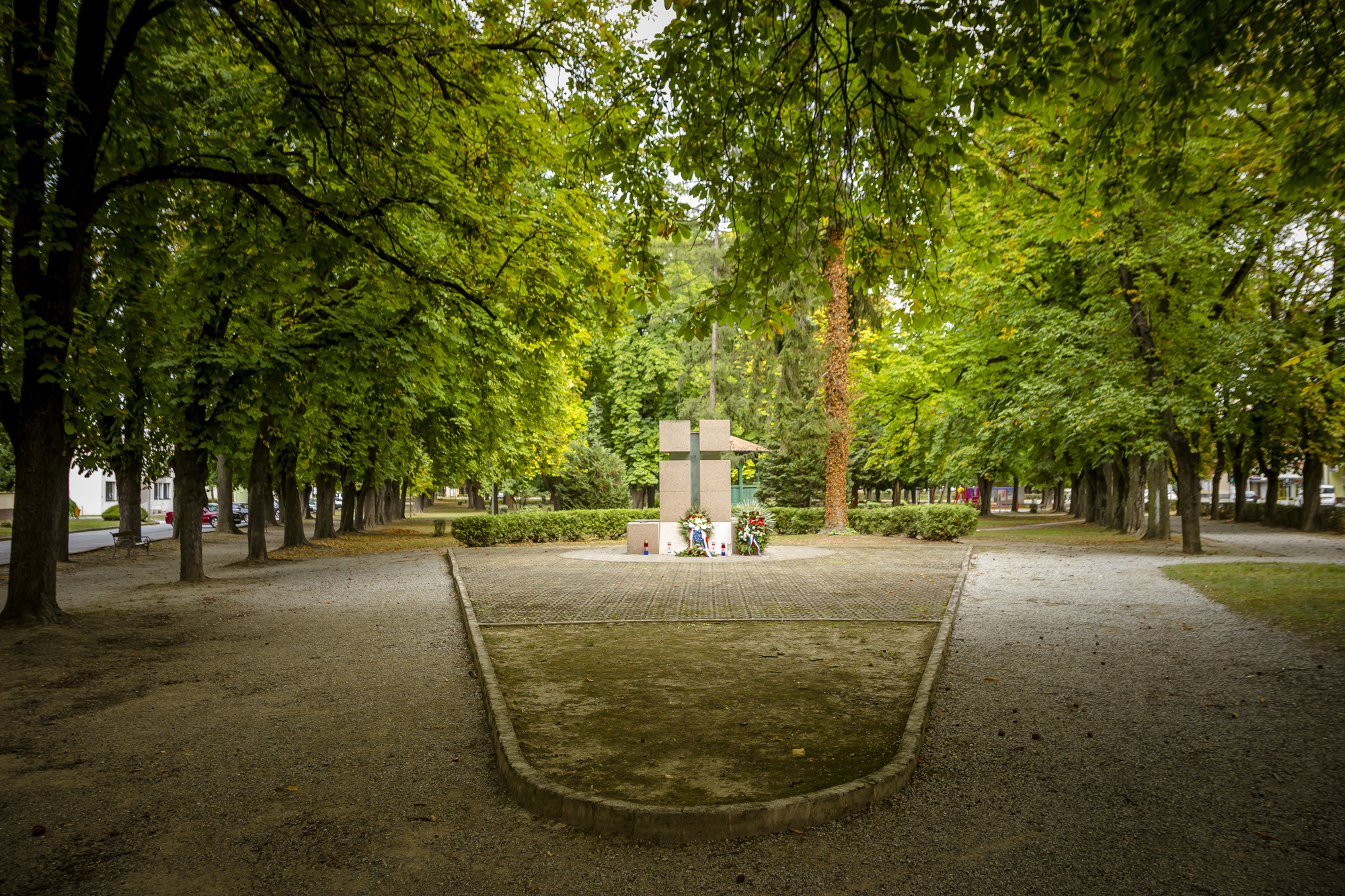
Gefallenendenkmal des Kroatienkrieges
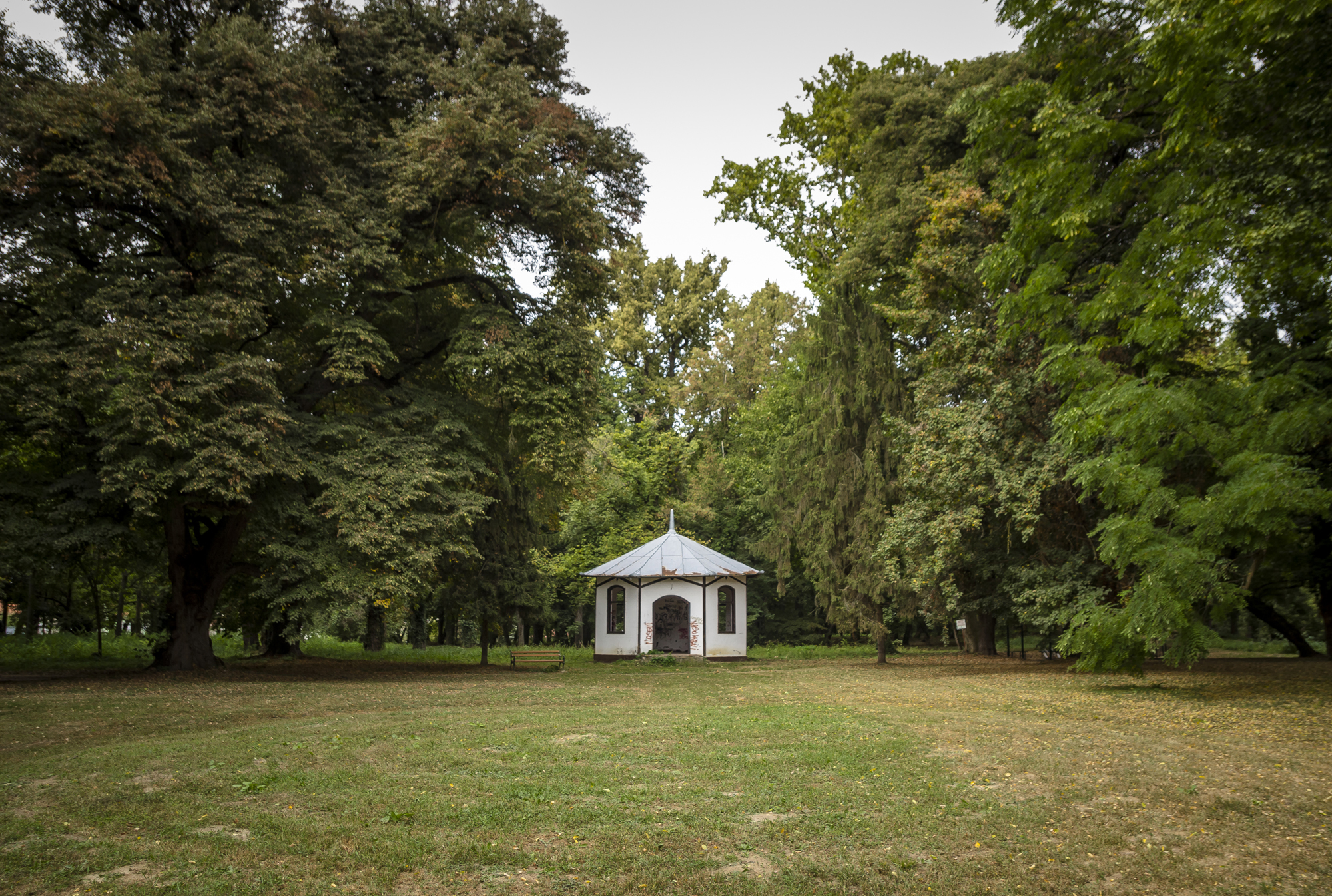
Stadtpark

## Wirtschaft
Hauptwirtschaftszweige sind Landwirtschaft, Gummi- und Kunststoffverarbeitung, Herstellung von Essig, alkoholfreie Getränke und Pasta. In Donji Miholjac hat auch das metallverarbeitende Unternehmen Limex seinen Sitz.
Die Stadt verfügt über einen eigenen UKW-Radiosender.

## Kultur und Sport
| - KUD Matija Gubec – Folkloreverein - LIKROB – Kunstverein - DVD Donji Miholjac – Freiwillige Feuerwehr - Dvorac Mailath - Fußballverein – NK Jedinstvo (Einheit) | - Handballverein – Rukometni klub Mladost (Jugend) - Anglerclub Amur - Jägervereinigung Vidra - Equipe Edson Carvalho - Croatia, Brazilian Jiu Jitsu verein Donji Miholjac |

## Söhne und Töchter der Ortschaft
- August Harambašić (1861–1911), kroatischer Dichter, Schriftsteller, Publizist, Übersetzer und Politiker
- Domagoj Vida (* 1989), Fußballspieler